# Moa (Niger)
Pour les articles homonymes, voir Moa.
Moa ou Moha est une localité et une commune rurale du Niger, département de Damagaram Takaya, région de Zinder.

## Géographie
La localité de Mazamni est située à 33 km à l'est du chef-lieu départemental Damagaram Takaya. 
|                  | Alakoss   |       |
| Damagaram Takaya | Moa       | Gamou |
|                  | Guidiguir |       |

## Histoire
La commune rurale de Moa instaurée en 2002, est issue du canton de Moa. Depuis 2011 la commune est soustraite du département de Mirriah et dépend du département de Damagaram Takaya.

## Population
Lors du recensement général de 2012, la population communale est relevée à 26 632 habitants, dont 1 644 habitants pour la localité principale.

## Localités
La commune s'étend sur 43 villages, 39 hameaux, 14 camps et un point d'eau au nord-est du département de Damagaram Takaya.

## Services et infrastructures
- Centre de Santé Intégré (CSI) à Moa[5].
- Centre de formation des métiers (CFM) à Moa.